# Montecastello
Montecastello (piemontiul: Moncasté) település Olaszországban, Piemont régióban, Alessandria megyében. Lakosainak száma 285 fő (2023. január 1.).